# Clase Dresden
La clase Dresden fue un par de cruceros ligeros construidos para la Armada Imperial Alemana a principios del siglo XX. La clase estaba compuesta por el SMS Dresden, el buque líder, y el SMS Emden. Ambos barcos fueron puestos en quilla en 1906; el Dresden fue botado en 1907, y el Emden le siguió en 1908. Entraron en servicio en 1908 y 1909, respectivamente. El diseño de los barcos fue una mejora incremental con respecto a la clase precedente Königsberg, siendo ligeramente más grandes y ligeramente más rápidos, pero con el mismo armamento primario de diez cañones de 105 mm (4,1 pulgadas). El Dresden y el Emden fueron propulsados por turbinas de vapor y motores de triple expansión, respectivamente, como parte de los continuos experimentos con la nueva tecnología de turbinas.
Ambos buques sirvieron extensamente en las posesiones de ultramar; el Emden fue asignado a la Escuadra de Asia Oriental desde su puesta en servicio, y el Dresden fue enviado a aguas del Caribe en 1913. El Dresden debía regresar a Alemania para un mantenimiento periódico poco antes del estallido de la Primera Guerra Mundial en agosto de 1914, pero esto se volvió imposible con el inicio de las hostilidades. Por lo tanto, operó como asaltante comercial, antes de unirse con la Escuadra de Asia Oriental  del vicealmirante Maximilian von Spee. A partir de entonces, el Dresden participó en la Batalla de Coronel en noviembre de 1914 y en la Batalla de las Malvinas en diciembre siguiente. Fue el único buque alemán que escapó de la destrucción en este último enfrentamiento, y permaneció activo durante varios meses más. El Dresden finalmente llegó a la isla chilena de Más a Tierra en marzo de 1915 con sus motores desgastados y falto de carbón. Un par de cruceros británicos violaron la neutralidad chilena y atacaron al Dresden mientras estaba fondeado; por lo que los alemanes hundieron su barco para evitar su captura, huyendo parte de la tripulación a tierra firme.
El Emden, mientras tanto, había sido separado de la Escuadra de Asia Oriental para llevar a cabo una campaña de ataque indiscriminado a buques de carga en el Océano Índico. Capturó y hundió numerosos buques de la Entente, incluido el vapor Ryazan, que se convirtió en el crucero auxiliar Cormoran. En septiembre de 1914, el Emden atacó Penang y capturó al crucero ruso Zhemchug y al destructor francés Mousquet y destruyó rápidamente ambos buques. Poco después, el Emden fue atacado con la artillería superior del crucero australiano HMAS Sydney frente a las Islas Cocos y obligado a encallar después de un feroz enfrentamiento.

## Diseño
La Ley Naval de 1898 autorizó la construcción de treinta nuevos cruceros ligeros. El programa comenzó con la clase Gazelle, que se desarrolló en las clases Bremen y Königsberg, las cuales incorporaron mejoras incrementales a lo largo de la construcción. Los dos cruceros de la clase Dresden se encargaron en el programa de construcción de 1905-1906. Su diseño representó una mejora incremental con respecto a la anterior clase Königsberg. Llevaban la misma batería principal de cañones de 105 mm (4,1 ") con un desplazamiento ligeramente mayor con una caldera adicional para el sistema de propulsión para aumentar la potencia del motor. Al igual que los Königsberg, un barco, el Dresden, estaba equipado con un motor de turbina de vapor para comparar su rendimiento con el tradicional motor de triple expansión de su barco gemelo, por lo demás idéntico. Todos los diseños posteriores de cruceros alemanes utilizaron sistemas de propulsión de turbina.

### Características generales

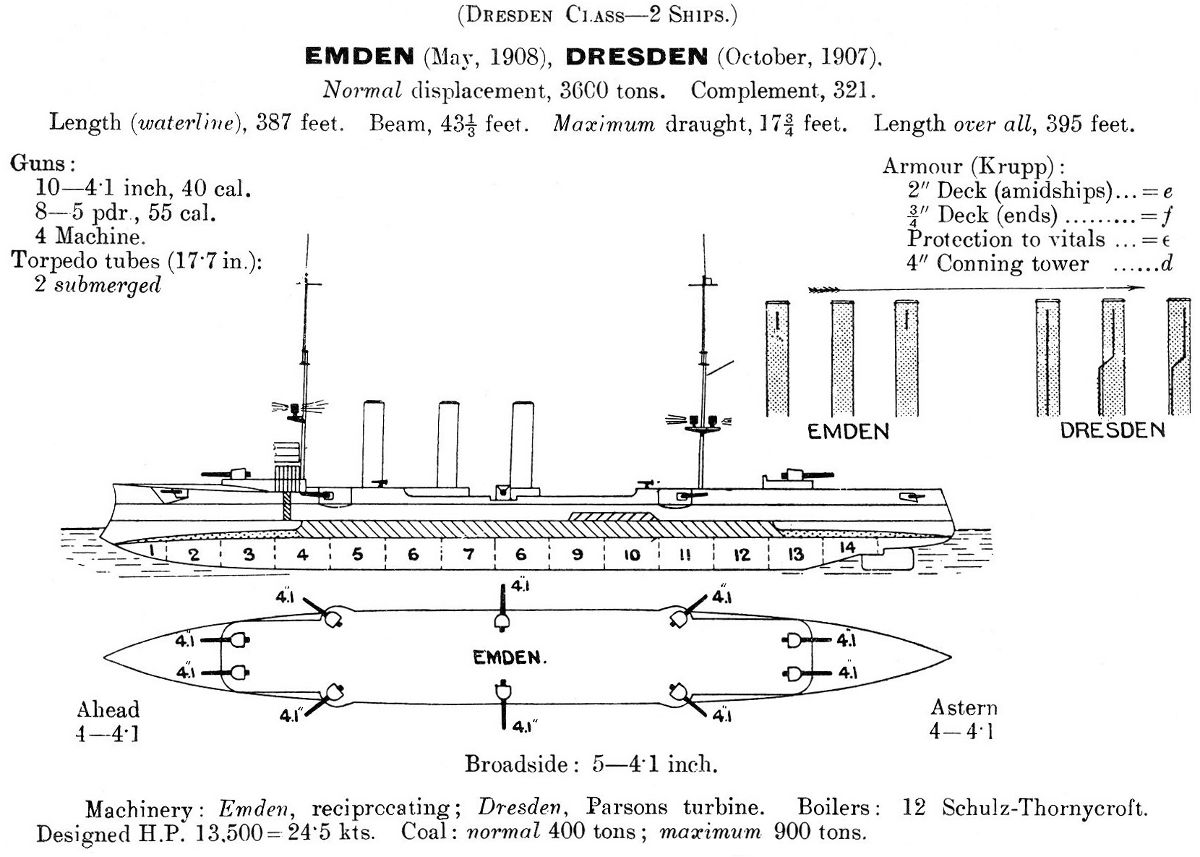
Alzado de babor y plan de armamento de la cubierta mostrada en la publicación Jane's Fighting Ships en 1914

Los dos cruceros de la clase Dresden tenían 117,9 metros (386' 9,70") de eslora en la línea de flotación (LWL) y 118,3 metros (388' 11/2") de eslora total (LOA). Tenían una manga de 13,5 metros (44' 31/2") y un calado de 5,53 metros (18' 1,70") medido en la perpendicular de proa (Cpr). Desplazaban 3664 toneladas (3606 toneladas largas; 4039 toneladas cortas) estándar (Δe) y hasta 4268 t (4201 LT; 4705 ST) a plena carga (Δm). Sus cascos estaban construidos con mamparos de acero transversales y longitudinales. Los cascos contenían trece compartimentos estancos y tenían un doble casco que se extendía por el 47% de la longitud de la quilla.
Los barcos eran buenos buques, pero estaban mal balanceados y podían escorarse hasta veinte grados. También el oleaje salpicaba la cubierta a altas velocidades y sufrían de una ligera deriva a barlovento, que había que corregir con el timón. Sin embargo, los barcos viraban con poco radio de giro y eran muy maniobrables. En un viraje cerrado, su velocidad decaía hasta un 35%. Tenían una altura metacéntrica transversal de 0,59 metros (1' 111/5"). El Dresden y el Emden tenían una tripulación de 18 oficiales y 343 hombres entre suboficiales y marinería. Formaban parte de la dotación del buque una serie de botes auxiliares, incluyendo un picket boat, una barcaza, un cúter, dos yawls y dos botes.
El sistema de propulsión del Dresden consistía en dos conjuntos de turbinas de vapor Parsons, diseñadas para proporcionar 11 000 kW (14 956 CV; 14 751 HP). El Emden, en cambio, estaba equipado con dos motores de triple expansión con una potencia de 10 100 kW (13 732 CV; 13 544 HP). Ambos barcos tenían una velocidad máxima de 24 nudos (44,4 km/h; 27,6 mph). En ambos buques, los motores eran propulsados por doce calderas acuotubulares de carbón de tipo marino. Ambos barcos transportaban hasta 860 t (846 LT) de carbón, aunque sus respectivas autonomías eran ligeramente diferentes, debido a sus diferentes sistemas de propulsión. El Dresden podía navegar durante 3600 millas náuticas (6667 km; 4143 mi) a 14 nudos (25,9 km/h; 16,1 mph), mientras que el Emden tenía un alcance de 3760 nmi (6964 km; 4327 mi) a 12 nudos (22,2 km/h; 13,8 mph). La energía eléctrica era suministrada por tres turbogeneradores que proporcionaban un total de 125 kilovatios a 110 voltios.

### Armamento y blindaje

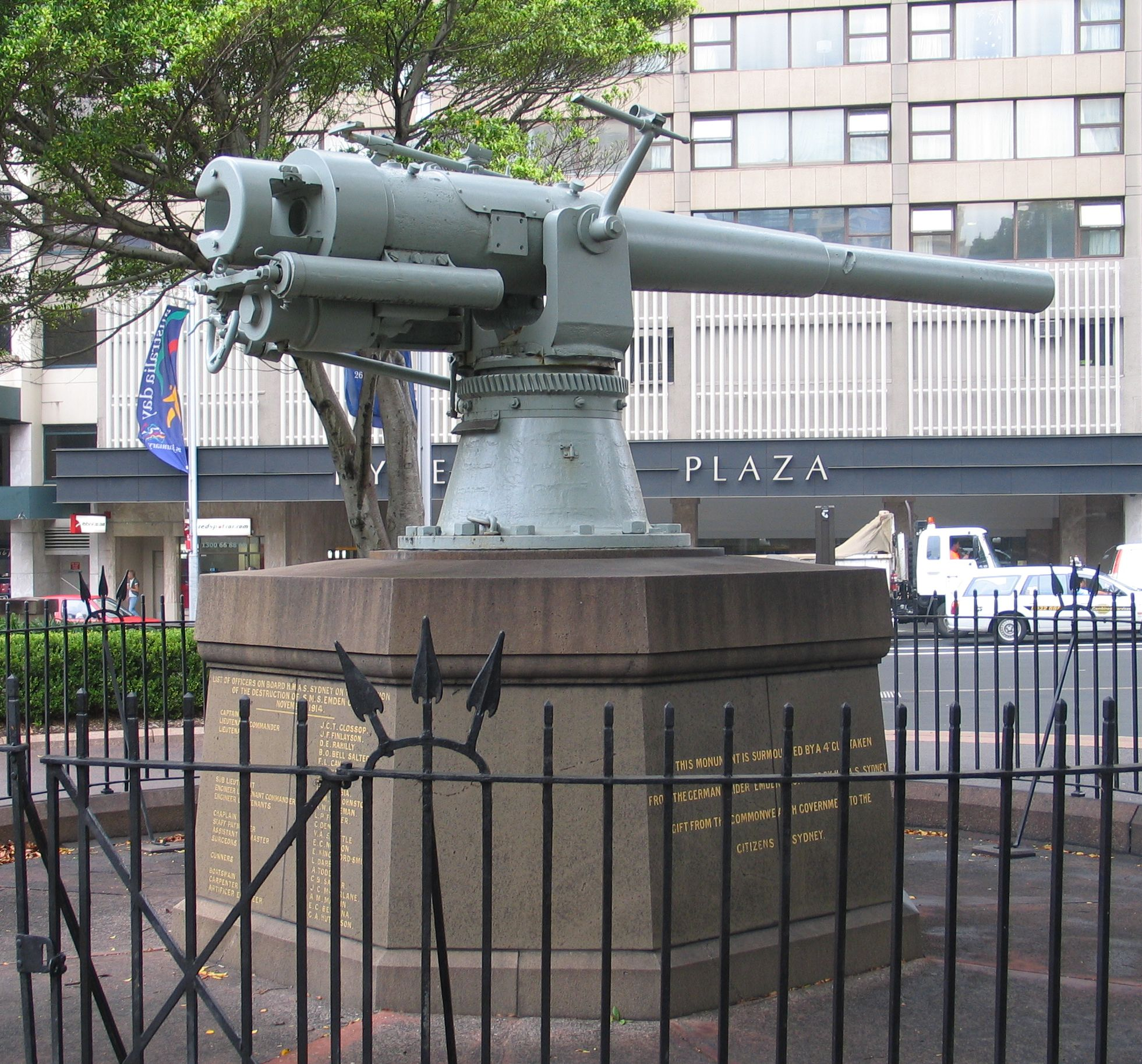
Uno de los cañones de 105 mm del Emden, conservados en Sídney (Australia)

Los barcos estaban armados con diez cañones SK L/40 de 105 mm (4,1 ") en montantes simples. Dos estaban colocados uno junto al otro en el castillo de proa, seis en el centro del barco, con tres a cada banda y dos uno al lado del otro en popa. Los cañones tenían una elevación máxima de 30 grados, lo que les permitía atacar objetivos a una distancia de 12 700 metros (13 889 yd). Su dotación era de 1 500 cartuchos de munición, a razón de 150 proyectiles por arma. Los barcos también estaban equipados con ocho cañones SK L/55 de 52,8 mm (2 ") con 4 000 cartuchos de munición. Ambos barcos también estaban equipados con un par de tubos lanzatorpedos de 450 mm (17,7 ") con cinco torpedos sumergidos en el casco en el costado.
Los barcos estaban protegidos por un cinturón blindado de hasta 80 milímetros (3,1 plg) de espesor en el centro del barco, con un blindaje progresivamente decreciente hasta llegar a 50 mm (2 plg) de espesor en los costados. El blindaje se reducía a 30 mm (1,2 plg) más hacia popa y luego nuevamente a 20 mm (0,8 plg) hacia proa. La torre de mando tenía paredes de 100 mm (3,9 plg) de espesor y los cañones estaban protegidos por escudos balísticos de 50 mm (2 plg) de espesor.

## Buques de la clase
| Nombre      | Astillero                 | Puesta de quilla   | Botadura             | Asignado                | Destino                                                                     |
| ----------- | ------------------------- | ------------------ | -------------------- | ----------------------- | --------------------------------------------------------------------------- |
| SMS Dresden | Blohm & Voss, Hamburgo    | 1906               | 5 de octubre de 1907 | 14 de noviembre de 1908 | Hundido el 14 de marzo de 1915 en el Archipiélago Juan Fernández            |
| SMS Emden   | Kaiserliche Werft, Danzig | 6 de abril de 1906 | 26 de mayo de 1908   | 10 de julio de 1909     | Encallado el 9 de noviembre de 1914 en las Islas Cocos y desguazado in situ |

## Historiales de servicio

### SMSDresden

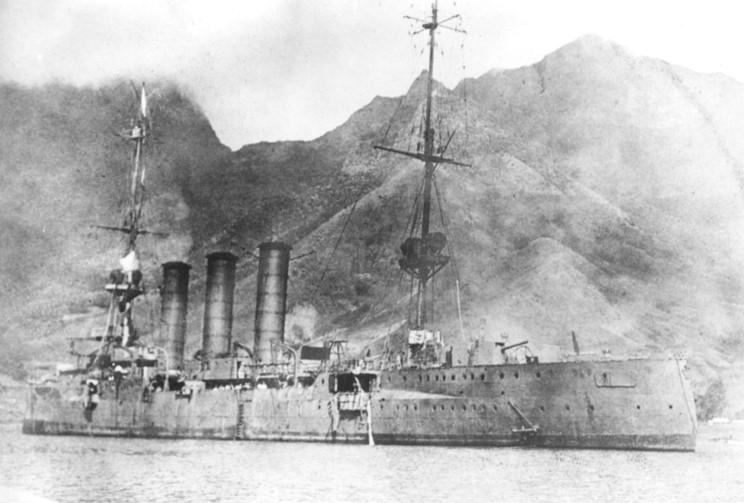
El Dresden, exhibiendo la bandera blanca, momentos antes de ser echado a pique por su tripulación

El Dresden pasó la mayor parte de su carrera en territorios de ultramar y aguas internacionales. Después de su nombramiento, visitó los Estados Unidos en 1909 como parte de la delegación de Alemania en la Celebración Hudson-Fulton. Regresó a aguas norteamericanas a finales de 1913, cuando estuvo posicionado frente a las costas mexicanas para proteger a los ciudadanos alemanes durante la Revolución Mexicana. Tras la victoria de los rebeldes al año siguiente, el Dresden evacuó al ex dictador Victoriano Huerta a Jamaica, donde los británicos le habían concedido asilo. Al necesitar reparaciones, estaba previsto que el crucero regresara a Alemania en julio de 1914, pero el estallido de la Primera Guerra Mundial impidió que esto sucediera, condicionando su futuro. En cambio, el Dresden operó como corsario en aguas sudamericanas en el Atlántico durante los primeros meses de la guerra antes de trasladarse al Océano Pacífico en septiembre y posteriormente unirse a la Escuadra de Asia Oriental de Maximilian von Spee.
El Dresden participó en dos batallas importantes con el Escuadrón de Asia Oriental. La primera, la batalla de Coronel, tuvo lugar en noviembre y el Dresden se enfrentó al crucero británico HMS Glasgow. La segunda, la Batalla de las Malvinas, siguió en diciembre, donde los cruceros de batalla británicos aniquilaron al escuadrón alemán; el Dresden fue el único barco que escapó. Eludió a sus perseguidores británicos durante varios meses más, hasta que llegó a Más a Tierra en marzo de 1915. Sus motores estaban dañados y casi sin reservas de carbón para sus calderas. El capitán del barco se puso en contacto con las autoridades chilenas locales para internar su barco mientras durara el conflicto. Allí quedó confinado por cruceros británicos, incluido su antiguo oponente Glasgow; los británicos violaron la neutralidad chilena y abrieron fuego contra el barco. Los alemanes hundieron el Dresden para evacuarlo con mayor seguridad y la mayoría de la tripulación escapó a tierra firme para ser internada en Chile durante la guerra. Gran parte de la tripulación que sobrevivió la desgracia se estableció más tarde en Chile, mientras que los soldados caídos en combate fueron enterrados en la isla. Los restos del naufragio permanecen aún en el puerto y fueron examinados por primera vez en 2002.

### SMSEmden

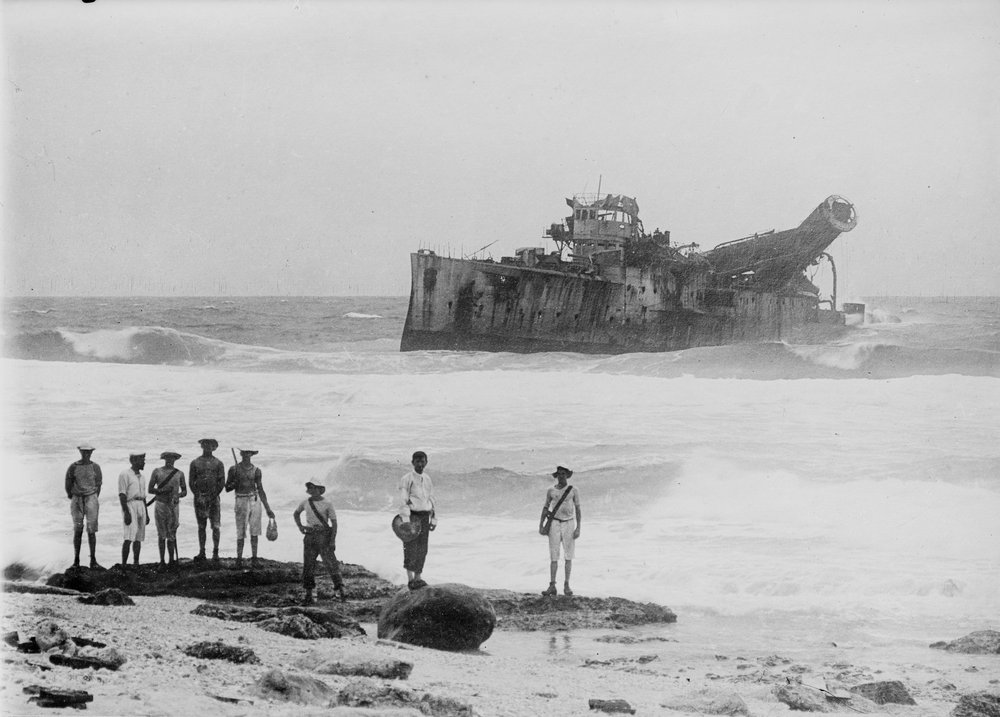
El pecio del Emden tras la batalla

Tras su incorporación a la flota, el Emden fue asignado a la Escuadra de Asia Oriental. En 1913, el Korvettenkapitän Karl von Müller se convirtió en el comandante del buque. Al estallar la guerra, el Emden era el único buque de guerra alemán importante en Tsingtao, la principal base naval alemana en Asia. Müller inmediatamente comenzó a operar como asaltante del comercio y capturó un barco, el vapor ruso Ryazan. A partir de entonces, se ordenó al Emden que se reuniera con el resto de los cruceros de Spee. Permaneció con la Escuadra de Asia Oriental sólo unos días, mientras Müller convencia a Spee para que destacara al Emden como un asaltante independiente, haciendo labores de corso, en el Océano Índico.
Después de llegar al Océano Índico en septiembre, el Emden capturó a varios buques mercantes británicos a lo largo de las rutas marítimas desde la India hasta Adén. El 22 de septiembre, el barco bombardeó Madrás, antes de reanudar la caza de buques mercantes. Capturó varios barcos más y luego asaltó el puerto de Penang. Allí, el Emden atrapó al crucero protegido ruso Zhemchug en el puerto y rápidamente lo destruyó. Cuando el Emden partía, encontró y hundió al destructor francés Mousquet. Posteriormente, el Emden se dirigió a las Islas Cocos, donde Müller tenía la intención de destruir una estación inalámbrica. El crucero australiano HMAS Sydney reaccionó a las señales inalámbricas británicas que advertían de la presencia de los alemanes. Después de un feroz y desigual duelo de artillería, el Sydney causó graves daños al Emden y le obligó a varar en la isla Keeling del Norte. La mayoría de su tripulación superviviente, incluido Müller, fueron llevadas en cautiverio posteriormente. Los restos del naufragio finalmente fueron desmantelados in situ a principios de la década de 1950 por una empresa de salvamento japonesa, aunque partes del barco permanecen esparcidas por la zona.